# Dotyky snu
Dotyky snu – trzeci album wokalisty Petra Muka wydany w 2002 roku.

## Lista utworów
| Nr  | Tytuł utworu           | Długość |
| --- | ---------------------- | ------- |
| 1.  | „Ty a já (teď a tady)” | 3:33    |
| 2.  | „Když někoho máš”      | 3:23    |
| 3.  | „Něžné dotyky”         | 3:38    |
| 4.  | „Slz nelituj”          | 3:43    |
| 5.  | „Snad se mi neztratíš” | 3:52    |
| 6.  | „Chiemi”               | 3:50    |
| 7.  | „Temný kruh”           | 2:40    |
| 8.  | „Přivítej sen”         | 3:21    |
| 9.  | „Den a noc”            | 3:26    |
| 10. | „Závoj mlhy”           | 3:48    |
| 11. | „Průzory očí”          | 6:07    |
|     |                        | 41:21   |